# Équipe de voltige de l'Armée de l'air
L'Équipe de voltige de l'Armée de l'air et de l'espace (EVAAE) est une unité de l'armée de l'air et de l'espace française créée en 1968. Sa mission est de représenter le savoir-faire de l'armée de l'air et de l'espace lors des meetings aériens et des compétitions internationales. Elle fait partie des ambassadeurs de l'Armée de l'air au même titre que la Patrouille de France et le Rafale Solo Display.

## Historique
Alors qu'avant guerre les voltigeurs tels Michel Détroyat ou Marcel Doret déplaçaient les foules lors des meetings aériens, après la guerre, la voltige aérienne semble ne plus intéresser et il faut attendre quelques années avant que des concours se mettent en place. Ainsi les premiers championnats de France sont organisés à Saint-Yan en 1954 puis les premiers championnats du monde à Bratislava en 1960. Entre 1962 et 1964 l'ALAT monte son équipe de voltige pour participer aux compétitions individuelles et en patrouille, l'Armée de l'air apparaît comme la grande absente.

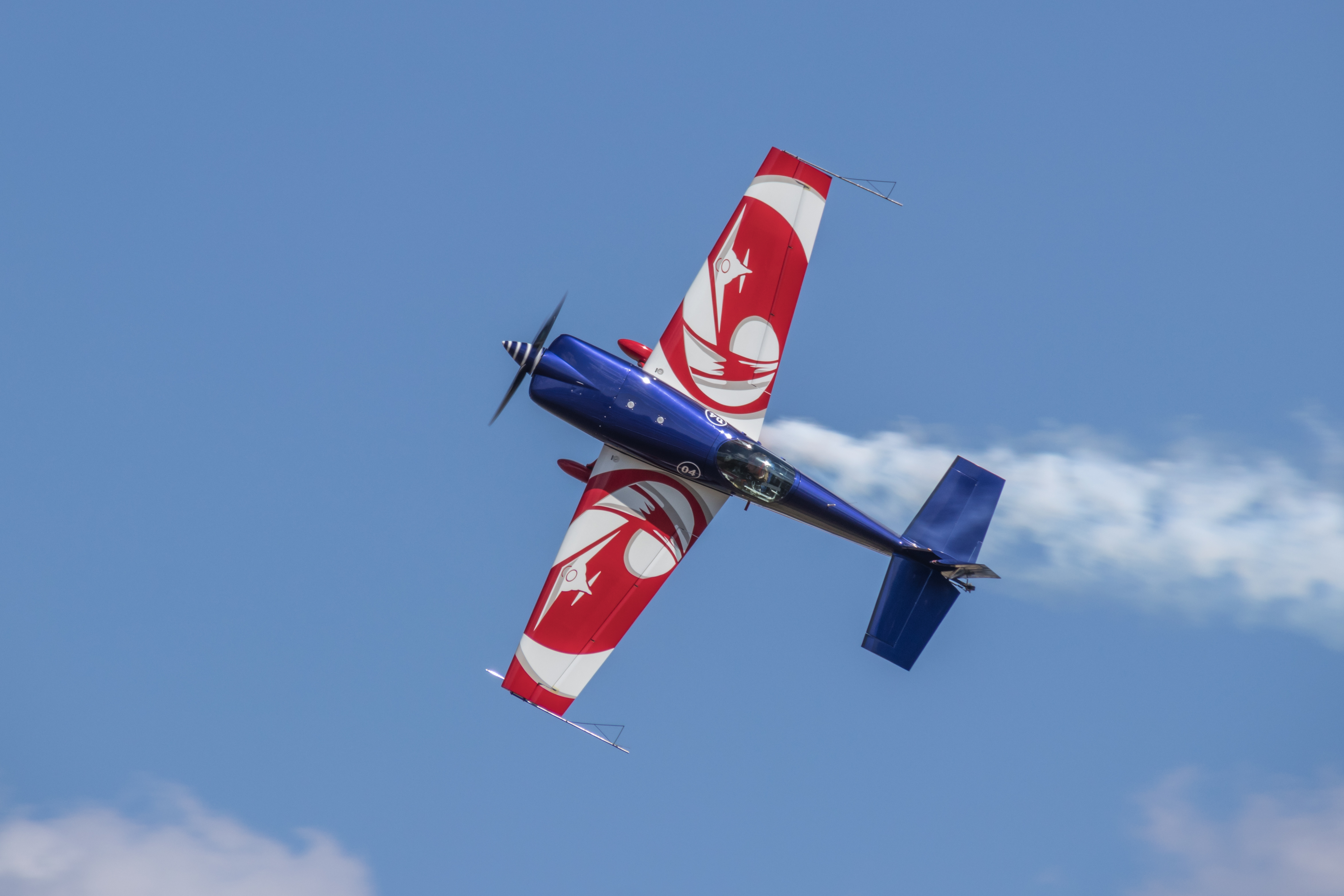
Un Extra 330SC en démonstration lors d'un meeting aérien en 2019.

Afin de combler cette lacune, en 1967, le général Maurin, chef d'état-major de l'Armée de l'air et Pierre Messmer, ministre des Armées, décident de créer l'Équipe de voltige aérienne avec pour mission de représenter la France et l'Armée de l'air lors des manifestations aériennes et compétitions internationales. La décision est entérinée par l'instruction ministérielle datée du 24 octobre 1967. Celle-ci voit effectivement le jour le 1er mars 1968 sur la base de Salon-de-Provence. Elle rejoint ainsi la Patrouille de France pour constituer les Équipes de présentations de l'Armée de l'air (EPAA).
Les trois premiers pilotes, le capitaine Robert Baudoin, l'adjudant Daniel Héligoin et le sergent-chef Jacques Lejouan, volent alors sur des Stampe SV4 empruntés au Service de la formation aéronautique. La première représentation publique a lieu sur la base aérienne de Salon-de-Provence le 25 avril 1968. En juin, le sergent Lejouan remporte une première victoire pour l'EVA. Mais, début 1969, les problèmes techniques s'accumulent sur les Stampe qui sont par ailleurs dépassés dans le domaine de la voltige. Le 2 septembre 1969, Jean-Claude Champion décède dans l'accident de son Stampe,. L'EVA se fait alors prêter pendant quelques mois des Nord 3202 puis des Zlín Z-526 (en). Entre-temps la construction de nouveaux avions de voltige est entreprise pour permettre à l'EVAA de disposer de ses propres appareils à partir de 1970 : des biplaces Cap 10 pour l'entraînement et la démonstration et des monoplaces Cap 20 pour la compétition. Les Cap 20 sont alors peints en jaune avec un damier noir sur la queue tandis que les Cap 10 sont blancs avec un damier noir,.
Le 30 juin 1974, Robert Dousson meurt aux commandes d'un Cap 20 après perte d'une partie du bord d'attaque à la suite d'une figure effectuée sous trop fort facteur de charge. En 1976, les avions reçoivent un nouvel habillage tricolore (Bleu, blanc et rouge),. Le lieutenant Feltès et l'adjudant Sbihi sont sacrés Champion de France de voltige respectivement en 1977 et 1978. En 1979, l'Équipe de voltige aérienne change de nom et devient l'Équipe de voltige de l'Armée de l'air (EVAA). De 1982 à 1988, les championnats de France sont remportés chaque année par un pilote de l'EVAA. Cependant le Cap 20 est trop lourd et ne permet pas de remporter de compétitions internationales, aussi dès 1984, l'étude d'un nouvel avion plus compétitif est lancée. Le Cap 230 entre en service en 1986. Il permet à l'EVAA de participer aux Championnats du monde en 1986 et aux Championnats d'Europe en 1987. Le 16 juin 1987 les lieutenant Éric Kopinski et sergent Guy Écobichon décèdent dans l'accident du Cap 10B no 137 à La Charité-sur-Loire,. Enfin aux Championnats du monde de 1988, il permet aux pilotes de remporter deux médailles d'or et trois de bronze. En 1989, le sergent-chef Sylvie Breton est la première femme à devenir pilote de l'EVAA, elle devient championne de France l'année suivante.
En 1990, une version améliorée, le Cap 231 est prise en compte par l'EVAA. Dès cette année-là, le Cap 231 permet à l'EVAA de briller aux Championnats du monde à Yverdon en Suisse : Claude Bessière est sacré Champion du monde élite avec le Cap 231 no 02, en tout les trois pilotes Jean-Paul Mondière, Claude Bessière, Patrick Paris ramènent 9 médailles. En 1998, les pilotes de l'Équipe de voltige de l'Armée de l'air participent à une étude menée par l'Institut de médecine aérospatiale du service de santé des armées (IMASSA) visant à déterminer les effets de la voltige sur la consommation en oxygène et le contrôle du rythme cardiaque du pilote.
Après les avoir attendus depuis 1995, l'EVAA réceptionne deux Cap 232 en septembre et décembre 1999 Avec leurs ailes en fibre de carbone, leur donnant un roulis phénoménal, ils redonnent toutes leurs chances aux pilotes lors des compétitions internationales. Entre 2002 et 2005, l'EVAA remporte de nombreux titres et succès en compétitions : championne de France biplace en 2002, championne de France monoplace en 2004, plusieurs fois médaillée par équipe dans les épreuves internationales. Le 30 août 2005, l'accident mortel du capitaine Jean-Michel Delorme, à Saint-Yan, à cause d'une défaillance structurelle, entraîne la fin des vols sur Cap 232. Les pilotes de l'équipe testent et évaluent différents appareils : Soukhoï Su-26, Soukhoï  Su-29 (en) et Su-31, Cap 222, Extra 300, Xtreme 3000...
Après tous ces essais, en septembre 2008, c'est finalement les Extra 330SC et 330LC qui sont retenus. En 2009, Renaud Ecalle devient champion du monde élite à Silverstone avec l'Extra 330SC, tandis qu'avec le capitaine Le Vot (3e) et le capitaine Varloteaux (5e), ils remportent la médaille d'or par équipe. L'année suivante Renaud Ecalle se classe premier au championnat d'Europe à Toužim en République tchèque.
En 2012, François Le Vot se classe 2e aux championnats d'Europe à Castres et remporte la médaille d'or par équipe. L'année suivante, il remporte les Championnats du monde Élite en individuelle et par équipe tandis que François Rallet termine 1er du programme « Inconnu ». Aux Championnats d'Europe Élite en Hongrie, en 2014, l'EVAA remporte la médaille d'or par équipe. En 2015, Alexandre Orlowski remporte les Championnats du monde en individuel et par équipe à Châteauroux-Déols, il renouvelle la performance aux Championnats d'Europe en 2018. L'année suivante, il se classe second et remporte la médaille d'or par équipe en aux Championnats du monde à Châteauroux.

## Palmarès
Les pilotes de l'EVAA ont au fil des années remportés de nombreuses compétitions dont plusieurs titres internationaux :
- Champion du monde : 1990 (Bessière), 2009 (Ecalle), 2013 (Le Vot), 2015 (Orlowski), 2022 (Oddon), 2024 ( Oddon )
- Champion du monde par équipe : 1990, 2009, 2013, 2015, 2017, 2019, 2022, 2024
- Champion d'Europe : 2010 (Ecalle), 2018 (Orlowski), 2023 (Oddon)
- Champion d'Europe par équipe : 2012, 2014, 2016, 2018, 2023

## Commandants

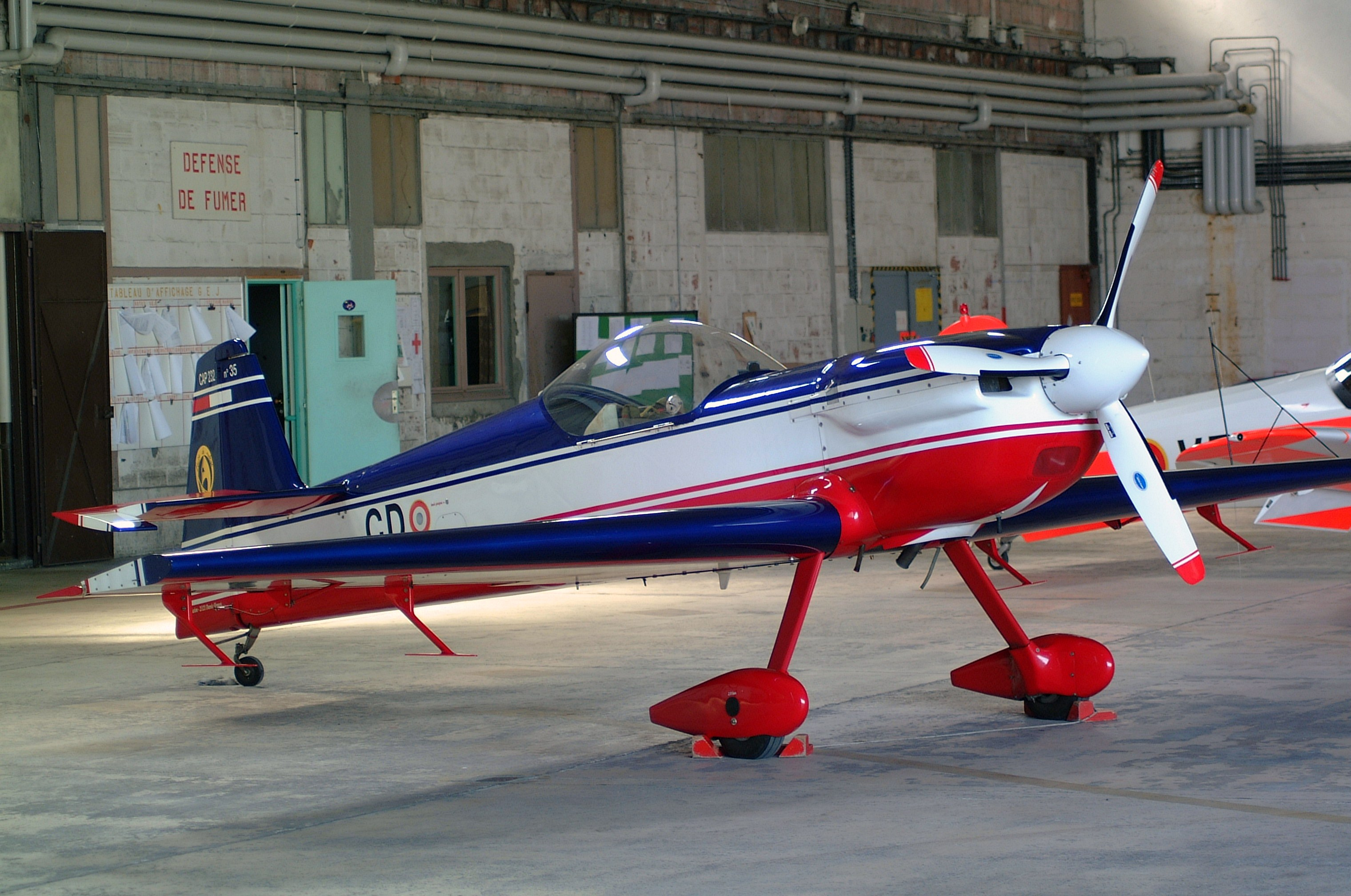
Cap 232 de l'EVAA en 2004 à Salon-de-Provence.

Liste des commandants de l'Équipe de voltige aérienne puis de l'Équipe de voltige de l'Armée de l'air :
- 1968-1973 Commandant Robert Baudouin
- 1973-1975 Capitaine André Romary
- 1975-1977 Capitaine Marc Flamand
- 1977-1979 Capitaine Roland Seguin
- 1979-1983 Capitaine Jean-Louis Feltès
- 1983-1990 Capitaine Michel Lebouvier
- 1990-1991 Capitaine François Claudel
- 1991-1995 Capitaine Jean-Paul Mondière
- 1995-1997 Capitaine Pierre Chicha
- 1997-2000 Capitaine Jean-Jacques Rose
- 2000-2003 Capitaine Olivier Chaldebas
- 2003-2007 Capitaine Christophe Le Serre
- 2007-2008 Capitaine François Le Vot
- 2008-2015 Capitaine Fabrice Camliti
- 2015-2018 Capitaine Pierre Varloteaux
- 2018-2023 Capitaine Alexandre Orlowski
- 2023-         Capitaine Victor Lalloué

## Sélection
Les pilotes de l'Équipe de voltige de l'Armée de l'air sont issus du personnel navigant de l'Armée de l'air, ou exceptionnellement du personnel non-navigant mais possédant un bon niveau de voltige dans le civil. Faisant acte de volontariat pour intégrer l'EVAA, ils sont sélectionnés après des tests en vol.
Une fois sélectionnés, les pilotes s'entraînent à Salon-de-Provence, sur avion biplace en double-commande avec un instructeur. Après une trentaine de vols, ils sont lâchés sur avion monoplace et continuent l'entraînement pendant 4 à 7 mois sous la surveillance d'un contrôleur au sol chargé de juger la sécurité des vols et la qualité des acrobaties.

## Matériel
Depuis sa création l'Équipe de voltige de l'armée de l'air a utilisé différents types d'appareils :
- Stampe SV4 1968-1970
- Cap 10B 1970-2005
- Cap 20 1970-1985
- Cap 230 1986-1990
- Cap 231 1990-1998
- Cap 232 1999-2005
- Extra 330 SC 2008-
- Extra 330 LC 2008-2020
- Extra 330LX : 2024-